# سامانثا واتسون
سامانثا واتسون (بالإنجليزية: Samantha Watson)‏ هي منافسة ألعاب القوى أمريكية، ولدت في 10 نوفمبر 1999 في روتشستر في الولايات المتحدة.

## وصلات خارجية
- سامانثا واتسون على موقع الاتحاد الدولي لألعاب القوى (الإنجليزية)
- سامانثا واتسون على موقع الدوري الماسي (الإنجليزية)
- سامانثا واتسون على موقع TFRRS.org (الإنجليزية)